# Hoeke

Hoeke é uma vila e deelgemeente do município belga de Bélgica, província de Flandres Ocidental. Em 1 de Janeiro de 2004 tinha 143 habitantes e 4,32 km².

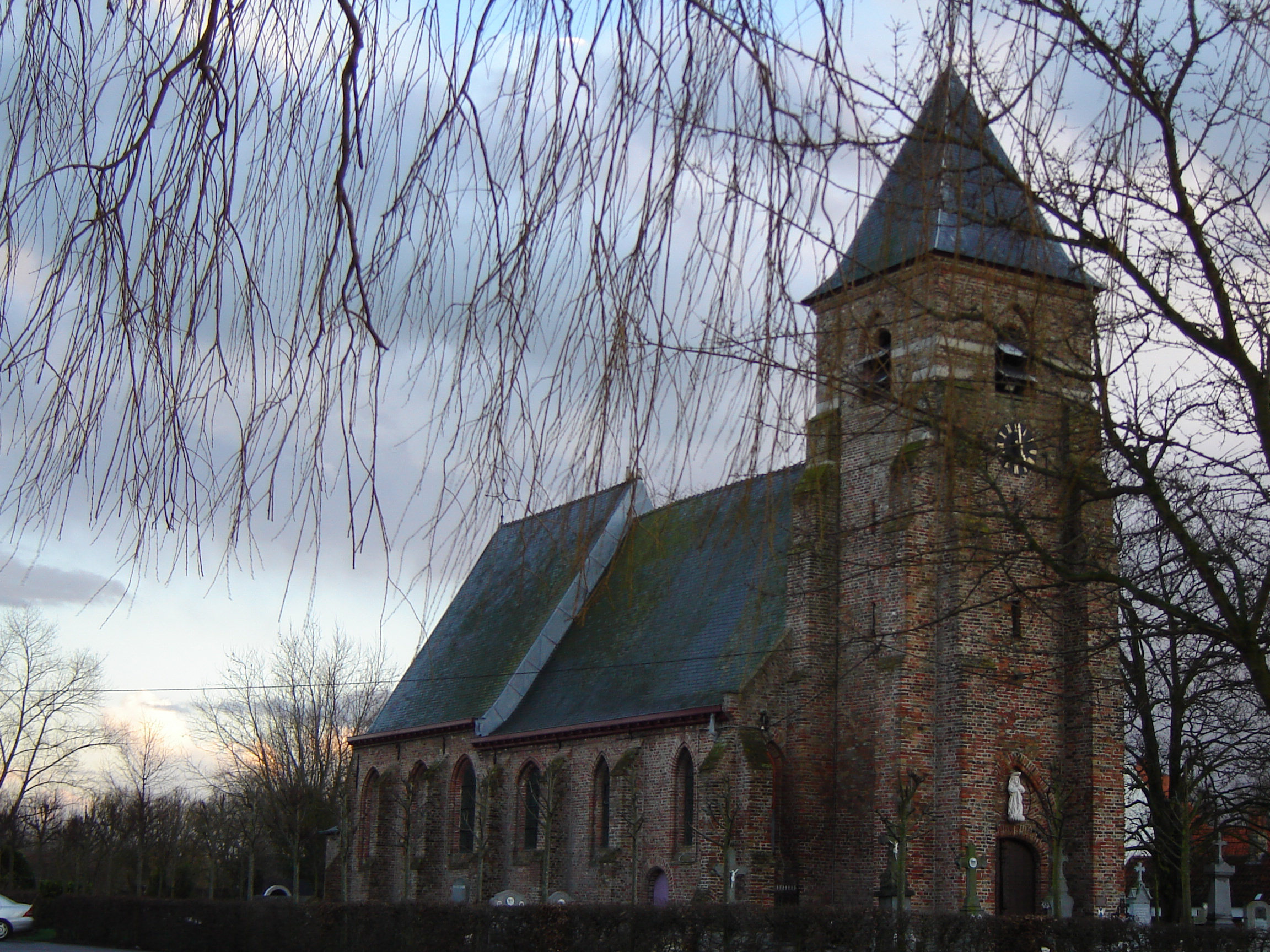
Igreja de Sint-Jacob de Meerdere, em Hoeke.